# Silvina D'Elia
Silvina D'Elia  (Mendoza, 25 april 1986) is een Argentijns hockeyster die uitkomt in de verdediging. Ze nam eenmaal deel aan de Olympische Zomerspelen en behaalde hierbij een zilveren medaille. 
D’Elia komt sinds 2007 uit voor de Argentijnse hockeyploeg. In 2012, op de Olympische Spelen in Londen, bereikte Argentinië de finale. In de finale werd er met 2-0 verloren van Nederland.
Ze won de wereldtitel met de Argentijnse nationale ploeg in 2010 in Rosario. Daarnaast won ze vijf keer de Champions Trophy in 2008, 2009, 2010, 2012 en 2014.

## Erelijst
- 2007 –  Champions Trophy te Quilmes (Arg)
- 2008 –  Champions Trophy te Mönchengladbach (Dui)
- 2009 –  Champions Trophy te Sydney (Aus)
- 2010 –  Champions Trophy te Nottingham (Eng)
- 2010 –  WK hockey te Rosario (Arg)
- 2011 –  Champions Trophy te Amstelveen (Ned)
- 2011 –  Pan-Amerikaanse Spelen te Guadalajara (Mex)
- 2012 –  Champions Trophy te Rosarío (Arg)
- 2012 –  Olympische Spelen te Londen (Eng)
- 2014 –  WK hockey te Den Haag (Ned)
- 2014 –  Champions Trophy te Mendoza (Arg)